# Seznam medailistů na mistrovství Evropy v běhu na 3 000 m překážek
Toto je kompletní seznam medailistů v běhu na 3 000 m překážek na mistrovství Evropy v atletice mužů od roku 1938 do současnosti.

## Muži
| Rok  | Místo     | Zlato                            | Výkon vítěze                     | Stříbro                          | Bronz                            |
| ---- | --------- | -------------------------------- | -------------------------------- | -------------------------------- | -------------------------------- |
| 1938 | Paříž     | Lars Larsson                     | 9:16,2                           | Ludwig Kaindl                    | Alf Lindblad                     |
| 1946 | Oslo      | Raphaël Pujazon                  | 9:01,4                           | Erik Elmsäter                    | Tore Sjöstrand                   |
| 1950 | Brusel    | Jindřich Roudný                  | 9:05,4                           | Petar Šegedin                    | Erik Blomster                    |
| 1954 | Bern      | Sándor Rozsnyói                  | 8:49,6                           | Olavi Rinteenpää                 | Ernst Larsen                     |
| 1958 | Stockholm | Jerzy Chromik                    | 8:38,2                           | Semjon Riščin                    | Hans Hüneke                      |
| 1962 | Bělehrad  | Gaston Roelants                  | 8:32,6                           | Zoltan Vamos                     | Nikolaj Sokolov                  |
| 1966 | Budapešť  | Viktor Kudinskij                 | 8:26,6                           | Anatolij Kurjan                  | Gaston Roelants                  |
| 1969 | Athény    | Michail Želev                    | 8:25,02                          | Aleksandr Morozov                | Vladimir Dudin                   |
| 1971 | Helsinky  | Jean-Paul Villain                | 8:25,12                          | Dušan Moravčík                   | Pavel Sysojev                    |
| 1974 | Řím       | Bronislav Malinowski             | 8:15,0                           | Anders Gärderud                  | Michael Karst                    |
| 1978 | Praha     | Bronislav Malinowski             | 8:15,08                          | Patriz Ilg                       | Ismo Toukonen                    |
| 1982 | Athény    | Patriz Ilg                       | 8:18,52                          | Bogusław Mamiński                | Domingo Ramón                    |
| 1986 | Stuttgart | Hagen Melzer                     | 8:16,65                          | Francesco Panetta                | Patriz Ilg                       |
| 1990 | Split     | Francesco Panetta                | 8:12,66                          | Mark Rowland                     | Alessandro Lambruschini          |
| 1994 | Helsinky  | Alessandro Lambruschini          | 8:22,40                          | Angelo Carosi                    | William Van Dijck                |
| 1998 | Budapešť  | Damian Kallabis                  | 8:13,10                          | Alessandro Lambruschini          | Jim Svenøy                       |
| 2002 | Mnichov   | Antonio Jiménez                  | 8:24,34                          | Simon Vroemen                    | Luis Miguel Martín               |
| 2006 | Göteborg  | Jukka Keskisalo                  | 8:24,89                          | José Luis Blanco                 | Bouabdellah Tahri                |
| 2010 | Barcelona | Mahiedine Mekhissi-Benabbad      | 8:07,87 RM                       | Bouabdellah Tahri                | Ion Lučjanov                     |
| 2012 | Helsinky  | Mahiedine Mekhissi-Benabbad      | 8:33,23                          | Tarık Langat Akdağ               | Víctor García                    |
| 2014 | Curych    | Yoann Kowal                      | 8:26,66                          | Krystian Zalewski                | Ángel Mullera                    |
| 2016 | Amsterdam | Mahiedine Mekhissi-Benabbad      | 8:25,63                          | Aras Kaya                        | Yoann Kowal                      |
| 2018 | Berlín    | Mahiedine Mekhissi-Benabbad      | 8:31.66                          | Fernando Carro                   | Yohanes Chiappinelli             |
| 2020 | Paříž     | zrušeno kvůli pandemii covidu-19 | zrušeno kvůli pandemii covidu-19 | zrušeno kvůli pandemii covidu-19 | zrušeno kvůli pandemii covidu-19 |
| 2022 | Mnichov   | Topi Raitanen                    | 8:21.80                          | Ahmed Abdelwahed                 | Osama Zoghlami                   |
| 2024 | Řím       | Alexis Miellet                   | 8:14,01                          | Djilali Bedrani                  | Karl Bebendorf                   |

## Ženy
- Závod žen se poprvé uskutečnil v roce 2006

| Rok  | Místo     | Zlato                            | Výkon vítěze                     | Stříbro                          | Bronz                            |
| ---- | --------- | -------------------------------- | -------------------------------- | -------------------------------- | -------------------------------- |
| 2006 | Göteborg  | Alesia Turavová                  | 9:26,05                          | Taťjana Petrovová                | Wioletta Janowská                |
| 2010 | Barcelona | Julija Zarudněvová               | 9:17,57                          | Hatti Deanová                    | Wioletta Frankiewiczová          |
| 2012 | Helsinky  | Gülcan Mıngır                    | 9:32,96                          | Světlana Šmidtová                | Antje Möldnerová-Schmidtová      |
| 2014 | Curych    | Antje Möldnerová-Schmidtová      | 9:29,43                          | Charlotta Fougbergová            | Diana Martínová                  |
| 2016 | Amsterdam | Gesa Felicitas Krause            | 9:18,85                          | Luiza Gega                       | Özlem Kaya                       |
| 2018 | Berlín    | Gesa Felicitas Krause            | 9:19,80                          | Fabienne Schlumpf                | Karoline Bjerkeli Grøvdal        |
| 2020 | Paříž     | zrušeno kvůli pandemii covidu-19 | zrušeno kvůli pandemii covidu-19 | zrušeno kvůli pandemii covidu-19 | zrušeno kvůli pandemii covidu-19 |
| 2022 | Mnichov   | Luiza Gega                       | 9:11,31 RM                       | Lea Meyerová                     | Elizabeth Birdová                |
| 2024 | Řím       | Alice Finotová                   | 9:16,22                          | Gesa Felicitas Krause            | Elizabeth Birdová                |